# Illzach
Illzach é uma comuna francesa na região administrativa de Grande Leste, no departamento Alto Reno. Estende-se por uma área de 7,5 km². Em 2010 a comuna tinha 14 882 habitantes (densidade: 1 984,3 hab./km²).065 hab/km².